# Thumb Peak
Thumb Peak is een berg op het Filipijnse eiland Palawan. De berg heeft een hoogte van 1.296 meter en is daarmee de hoogste top binnen de Thumb Range. De hogere bergflanken kenmerken zich door vegetatie die typisch is voor ultramafische bodems; enkele soorten zijn endemisch zoals de bekerplant Nepenthes deaniana.